# St. Kastulus (Oberschiltern)

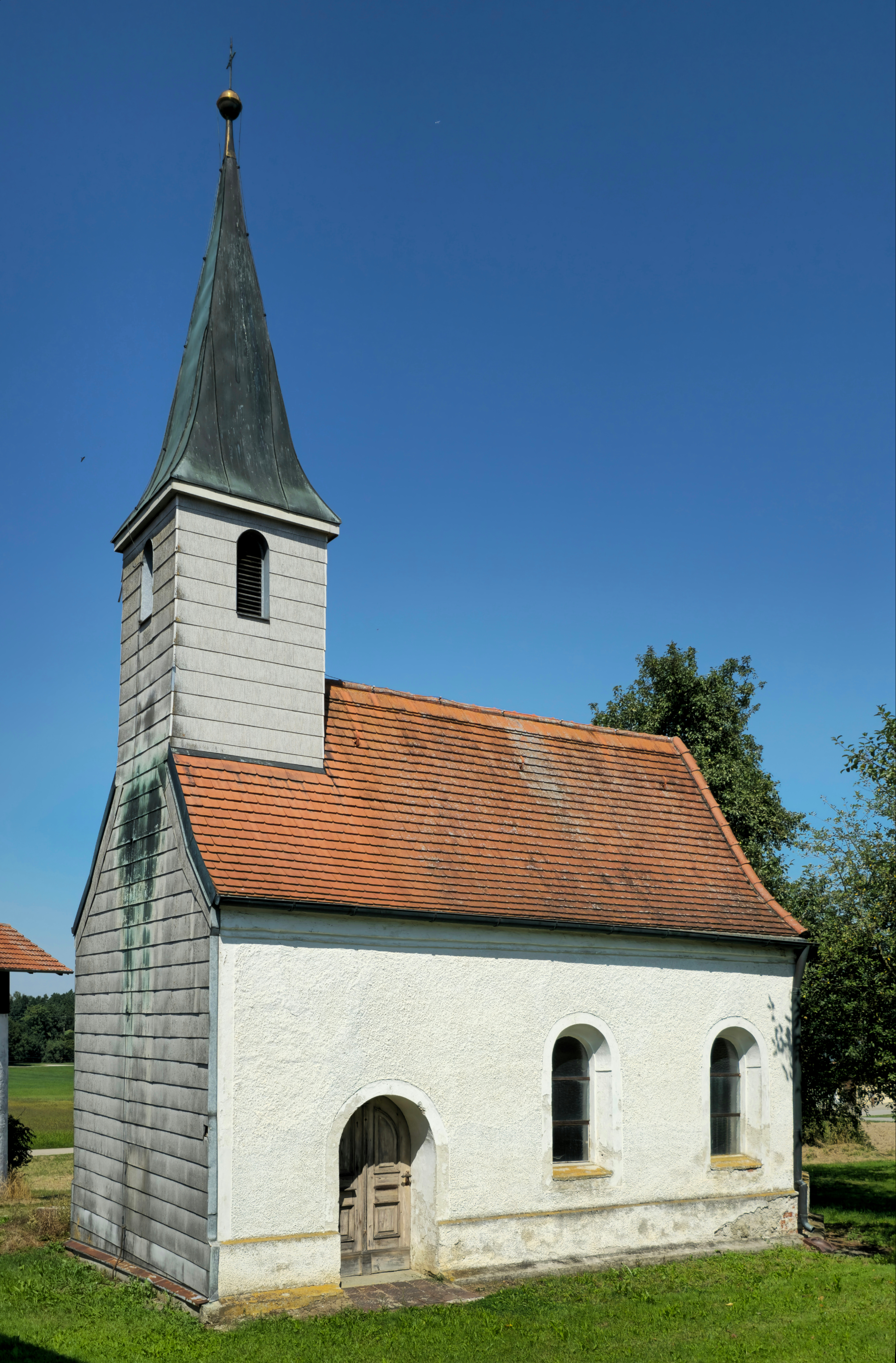
St. Kastulus in Oberschiltern

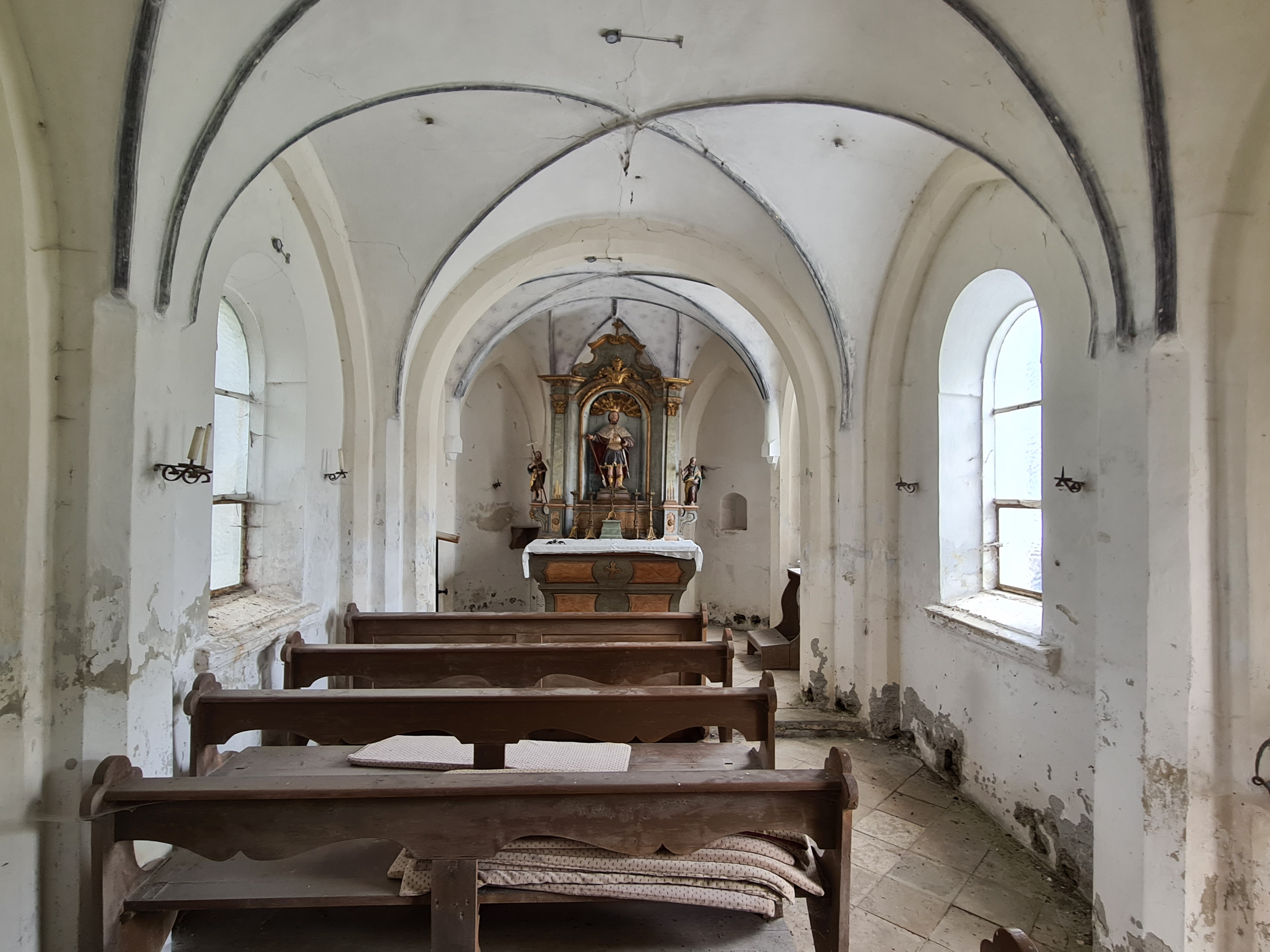
Innenraum

Die römisch-katholische Filialkirche St. Kastulus steht in Oberschiltern, einem Gemeindeteil der Stadt Dorfen im oberbayerischen Landkreis Erding. Sie ist in der Liste der Baudenkmäler in Dorfen als Baudenkmal unter der Nr. D-1-77-115-91 eingetragen. Die Kirche gehört zur Pfarrei Schwindkirchen im Dekanat Erding (Erzbistum München und Freising).

## Beschreibung
Die kleine Saalkirche mit nachgotischen Stilelementen wurde 1625 erbaut, einem Gedenkstein an der Rückwand des Gebäudes zufolge von Hans Obereichmeier. Vorher stand dort eine hölzerne Kapelle, die ebenfalls bereits das Patrozinium des heiligen Märtyrers Kastulus, des Patrons der Hirten und Bauern, trug. Die heutige Kirche besteht aus dem Langhaus und dem dreiseitig geschlossenen Chor im Osten. Auf dem Satteldach des Langhauses erhebt sich im Westen ein mit einem spitzen Helm bedeckter Dachreiter, in dem der Glockenstuhl untergebracht ist.
Der Innenraum ist mit Kreuzgratgewölben überspannt, die im Kirchenschiff auf Wandvorlagen und im um eine Stufe erhöhten Chor auf halbrunden, nicht bis zum Boden reichenden Diensten ruhen. Die Schildbögen an den Wänden weisen im Gegensatz zu den Rundbogenöffnungen der Fenster spitzbogige Abschlüsse auf.
Die Kirchenausstattung befindet sich bis auf den spätbarocken Altar in schlechtem Zustand. In der zentralen, mit einer vergoldeten Muschel bekrönten Nische des Altaraufbaus steht eine Skulptur des Kirchenpatrons St. Kastulus mit einem Spaten, seinem Heiligenattribut. Eine Solnhofener Platte mit Stifterinschrift zeigt die Jahreszahl 1625.